# Avenue de la République (Bagnolet)
Pour les articles homonymes, voir Avenue de la République.
L'avenue de la République est un des axes importants de Bagnolet.

## Situation et accès
Cette avenue était une partie du chemin de grande communication no 37.
Elle suit le tracé de la route départementale 37, reliant Montreuil (Seine-Saint-Denis) à la Porte de Bagnolet. Orientée du nord-ouest au sud-est, elle croise notamment la route départementale 38 (avenue du Général-de-Gaulle et avenue Galliéni), la route départementale 39 (rue Robespierre) et se termine au croisement de la rue de la Fraternité.
À proximité, se trouvent:
- La gare routière internationale de Paris-Gallieni
- La station de métro Gallieni

## Origine du nom

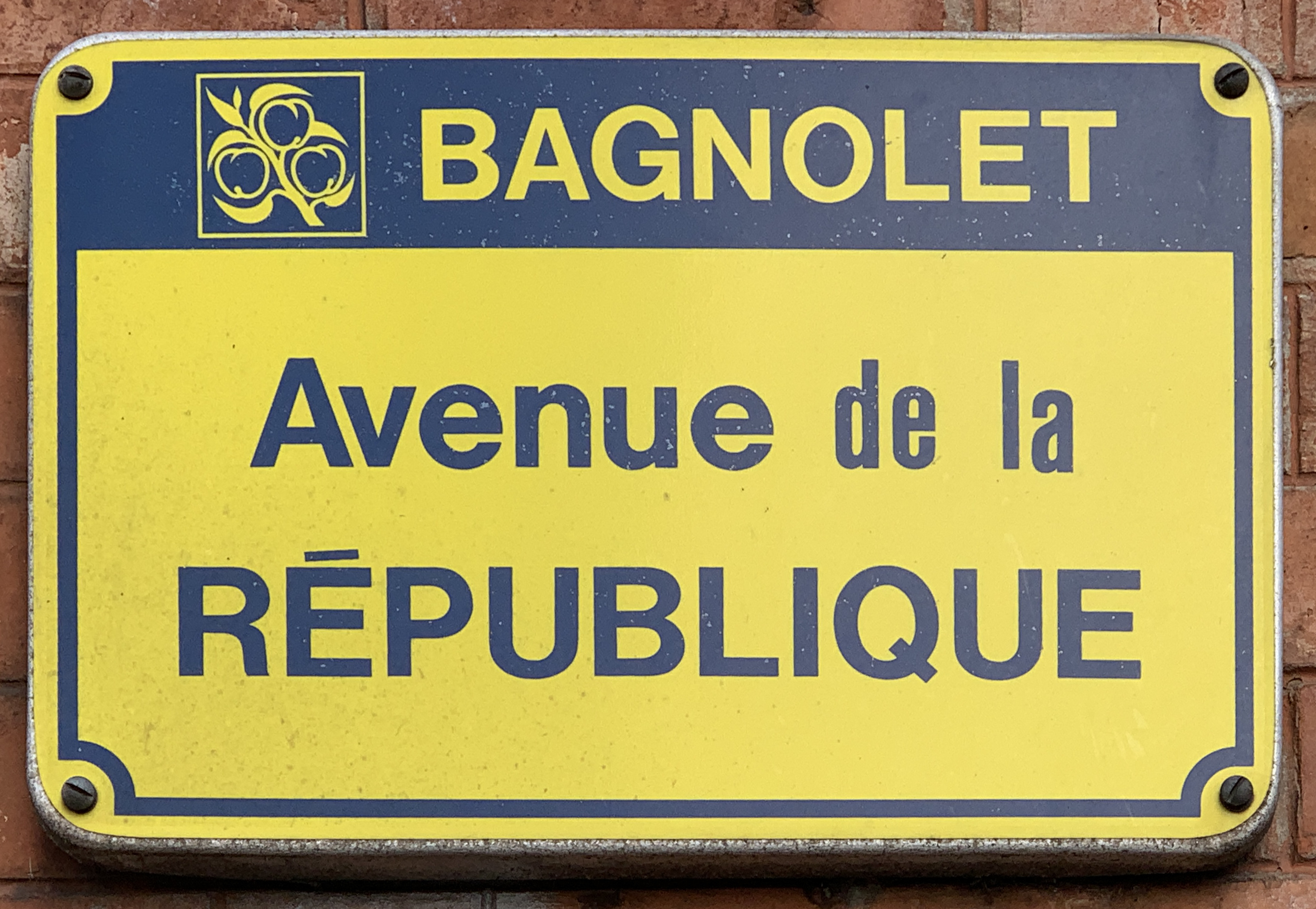
Plaque de l'avenue.

Comme de nombreuses autres voies de communication nommées à la fin du XIXe siècle, elle rend hommage à la République française.

## Historique
Cette avenue est ouverte vers 1912, à la même période que l'avenue Gambetta.
Elle est le sujet d'une des prises de vue de la série photographique 6 mètres avant Paris, réalisée en 1971 par Eustachy Kossakowski.

## Bâtiments remarquables et lieux de mémoire

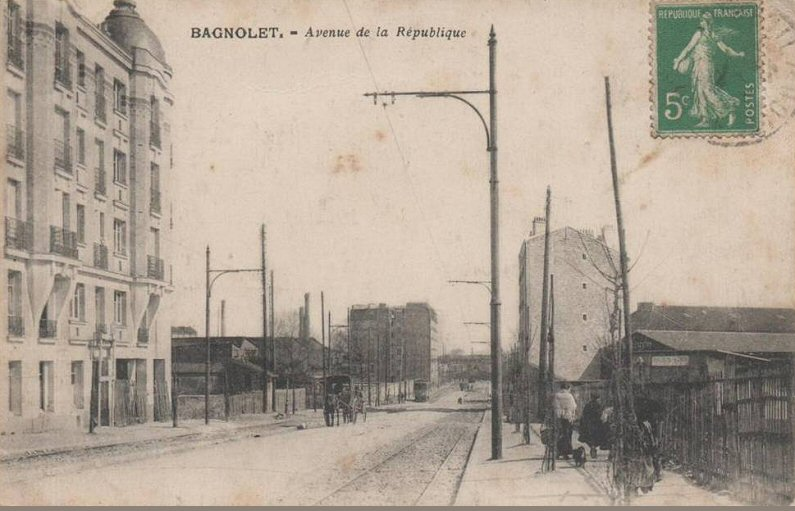
Bagnolet, l'avenue de la République

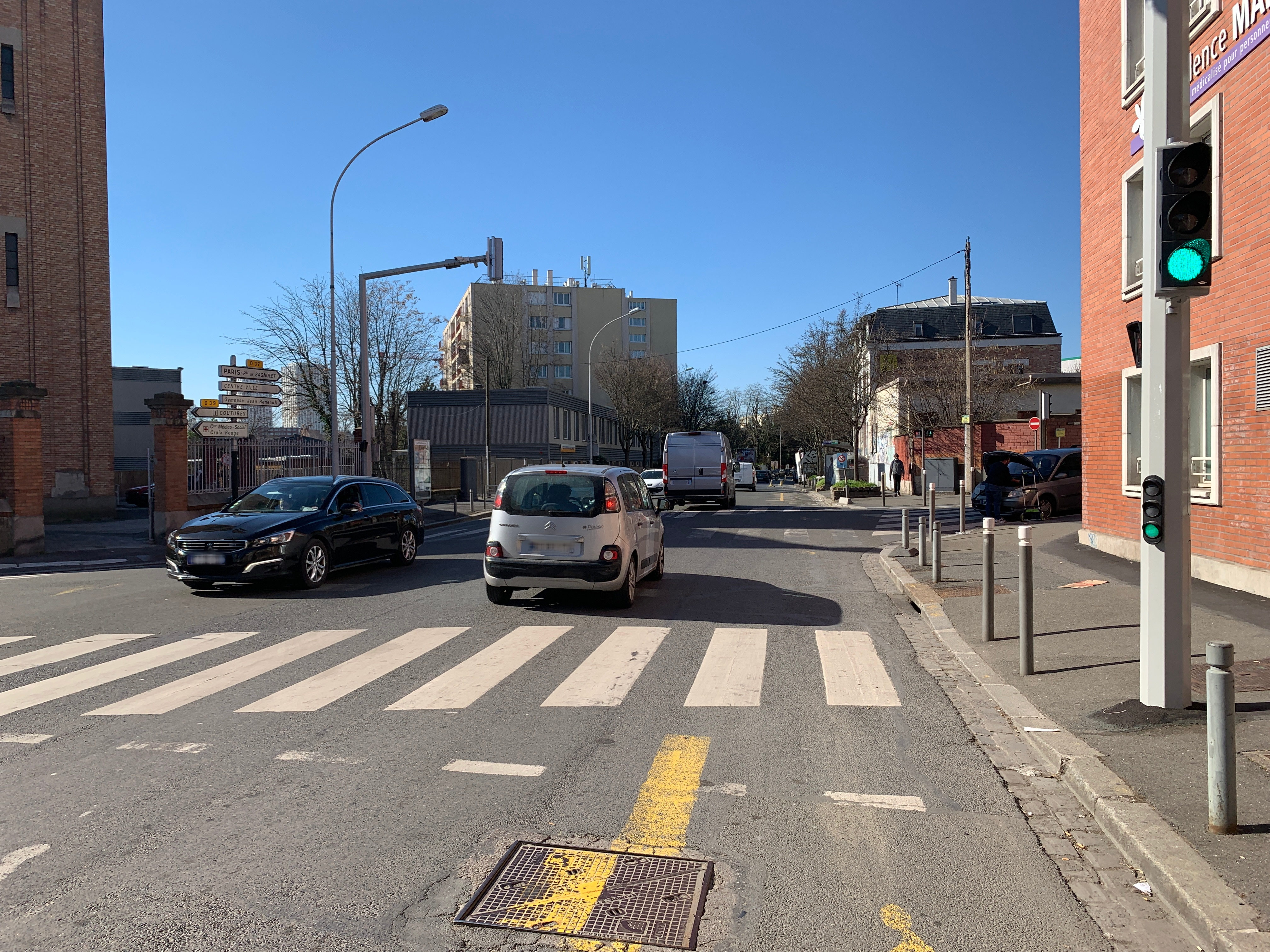
L'avenue en mars 2021.

- Église Notre-Dame-de-Pontmain de Bagnolet, à l'angle de la rue du Lieutenant-Thomas, toute proche.
- Au numéro 134, habitait Robert Marguery, un des protagonistes du Gang des postiches[3].
- À l'emplacement de la rue du Château qui joint l'avenue de la République à l'avenue du Général-de-Gaulle, se trouvait le bâtiment principal du château de Bagnolet, achevé en 1725 et détruit à la fin du XVIIIe siècle.
- Marché aux puces de la porte de Montreuil, à l'extremité de l'avenue Gallieni